# Daloa
Daloa je město v západní části Pobřeží slonoviny. V roce 2014 zde žilo 245 360 obyvatel, přičemž po městech Abidžan a Bouaké je třetím nejlidnatějším městem v zemi (má více obyvatel i než hlavní město země Yamoussoukro). Město je významným obchodním centrem oblasti, dominantním obchodním artiklem je kakao. Leží v nadmořské výšce asi 300 m n. m. Nachází se zde Letiště Daloa. 
V letech 2002 až 2004 bylo město předmětem tvrdých bojů během občanské války v zemi. Převládajícím jazykem ve městě je jazyk Bété. 